# 임구 풍씨
임구 풍씨(臨朐馮氏)는 산동성 유방시 임구현을 본관으로 하는 한국의 성씨이다. 시조 풍삼사(馮三仕)는 명나라 태학으로 1645년(조선 인조 23년) 봉림대군(후에 효종)이 심양(瀋陽)에 있다가 돌아올 때 9의사와 함께 조선에 동래하였다.

## 기원
풍씨는 중국의 상당(上黨 : 지금의 산서성 기념도 노성현 노안부)에서 계출된 성씨로서, 주나라 문왕의 열다섯째 아들 필고(畢高)의 후손 필만(畢萬)이 진나라에서 벼슬을 지내고 위나라에 봉해져서 식읍으로 받은 풍성(馮城)이라는 지명을 성으로 삼았다고 한다.
《백가성씨첩》에는 식읍을 풍(馮+⻏)에 봉하였는데, 자손이 “⻏”를 떼어버리고 풍(馮)으로 성을 삼았다고 한다.

## 역사
임구 풍씨(臨朐 馮氏) 시조 풍삼사(馮三仕)는 중국 산동성 임구현 사람이다. 풍삼사는 명나라 태학으로 1645년(조선 인조 23년) 봉림대군(후에 효종)과 같이 심양에서 명나라 광복을 도모하다 뜻을 이루지 못하고 9의사와 같이 조선에 들어와 정착하여 살면서 고향인 임구를 본관으로 하였다. 묘소는 경기도 구리시에 있다.
1788년(정조 12년) 왕은 명나라의 자손을 서용하기 위해 대보단(大報壇)을 설치하고 상생 풍삼사(馮三仕)의 3댓손 풍경문을 장관(將官)으로 조용(調用)하였다.

## 본관
임구는 중국 산동성 청주부(靑州府) 임구현(臨胊縣)이다. 현재 행정구역은 중국 산둥성 웨이팡시 린추현(临朐县)이다.

## 인물
시조 풍삼사의 6대손 풍경문이 조선 영조 때 훈련원 주부를 거쳐 어모장군을 지내고 통정대부(정3풍 당상관의 품계)에 추증되었고, 아들 풍재검은 선략장군, 용양위 부사과를 역임한 후 가선대부, 호조참판에 추증되어 가문을 중흥시켰으며, 풍학조(풍재검의 아들)는 첨지중추부사(중추부 당상 정3풍 무관벼슬)를 지냈다. 그 외 인물로는 오위장 풍세주와 감찰 풍석기, 부호군 풍세룡 등이 대표적이다.
- 풍익한(馮翊漢) 자는 운거, 호는 인재, 조선 때 장사랑을 역임하였다.
- 풍경문(馮慶文) 자는 군심, 호는 함인당, 조선 때 어모장군 · 훈련원 주부를 지냈다.
- 풍재검(馮載儉) 자는 선지, 호는 송암, 조선 때 선략장군 · 용양위 부사과를 역임하였다.
- 풍학조(馮學祖) 자는 백소, 호는 돈암. 조선 때 요양위 부호군을 지냈다.
- 풍세호(馮世鎬) 자는 주경, 호는 죽오, 조선 때 선략장군을 역임하였다.
- 풍세룡(馮世龍) 자는 윤하, 조선 때 부호군을 지냈다.
- 풍세봉(馮世鳳) 자는 윤상, 조선 때 부사과를 역임했다.
- 풍석구(馮錫龜) 자는 락첨, 조선 때 별제를 지냈다.
- 풍석기(馮錫驥) 자는 하첨, 호는 지암, 조선 때 찰방을 역임하였다.
- 풍석붕(馮錫鵬) 자는 치만, 조선 때 비서승을 지냈다.
- 풍교순(馮敎淳) 자는 성교, 조선 때 의관을 지냈다.
- 풍학순(馮鶴淳) 자는 성선, 조선 때 참봉을 지냈다.

## 항렬자
| 13世   | 14世   | 15世   | 16世   | 17世   | 18世   | 19世   | 20世   | 21世   | 22世   | 23世   | 24世   | 25世   | 26世   | 27世   | 28世   | 29世   | 30世   | 31世   | 32世   | 33世   | 34世   | 35世   | 36世   | 37世   | 38世   | 39世   | 40世   |
| ------ | ------ | ------ | ------ | ------ | ------ | ------ | ------ | ------ | ------ | ------ | ------ | ------ | ------ | ------ | ------ | ------ | ------ | ------ | ------ | ------ | ------ | ------ | ------ | ------ | ------ | ------ | ------ |
| 현(鉉) | 영(永) | 표(杓) | 병(炳) | 균(均) | 종(鍾) | 수(洙) | 완(梡) | 희(熙) | 영(瑛) | 용(鏞) | 원(源) | 본(本) | 하(夏) | 배(培) | 용(鎔) | 구(求) | 화(華) | 환(煥) | 광(珖) | 옥(鈺) | 제(濟) | 빈(彬) | 용(容) | 기(基) | 련(鍊) | 호(浩) | 동(東) |

## 집성촌
- 경기도 남양주시 진접읍 팔야리

## 인구
- 1985년 91가구 361명
- 2000년 175가구 585명
- 2015년 임구 풍씨 478명 + 림구 풍씨 6명 + 산동 풍씨 108명 = 592명

## 같이 보기
- 항주 황씨